# Testicle
Els testicles són cadascuna de les gònades masculines, productores d'espermatozous i d'hormones sexuals masculines (androgens), principalment testosterona. Són uns òrgans glandulars que formen part de l'aparell reproductor masculí.

## Anatomia
L'estructura del testicle està formada pels següents components:
- Albugínia: capa fibrosa de teixit conjuntiu que embolica el testicle i l'epidídim.
- Conductes seminífers: conductes productors de l'esperma.
- Conductes excretoris de l'esperma: el semen al sortir dels conductes seminífers passa per: Conductes rectes, Xarxa de Haller, conductes deferents, epidídim que és un tub estret i allargat, situat en la part posterior superior del testicle; connecta els conductes deferents al revés de cada testicle. Està constituït per la reunió i aglutinament dels conductes seminífers.

### Situació

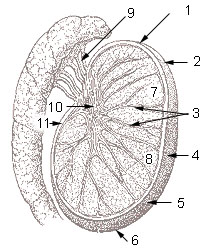
Secció d'un testicle.

Els testicles estan situats sota el penis, entre les dues cuixes, per davant del perineu. Estan embolicats per un conjunt de cobertes amb forma de bossa, anomenada escrot. Les dues gònades no ocupen el mateix nivell, ja que a la majoria dels homes el testicle esquerre baixa un poc més que el dret. Estan suspesos del seu extrem inferior pel cordó espermàtic i estan desproveïts d'adherències en la major part de la seva superfície exterior, pel que resulten molt mòbils en tots els sentits, podent contreure's i ascendir cap a l'anell inguinal.

### Migració
En l'home com en la resta de mamífers, els testicles procedeixen de l'interior de la cavitat abdominal, a dreta i esquerra de la columna lumbar, al costat dels ronyons. Cap al tercer mes del desenvolupament fetal, els testicles abandonen aquesta regió i descendeixen pel conducte inguinal, travessant la paret abdominal, arrossegant amb si les borses que els emboliquen fins a la seva posició definitiva. El descens incomplet del testicle es coneix com a criptorquídia.

### Nombre
Els testicles són dos, un al costat dret i l'altre en el costat esquerre. Anormalment pot existir un sol testicle per absència del desenvolupament de l'altre, que, quan també falta l'epidídim i el conducte deferent, es diu monorquídia. Quan falten els dos testicles es parla d'anorquídia.

### Grandària
Als nens la grandària dels testicles és relativament petita (de 2 a 3 cm de longitud). En la pubertat creixen fins a arribar a entre 8 i 18 cm de longitud i entre 2 i 3 cm d'ample. Aquesta grandària es conserva més o menys similar durant tota la vida, encara que de vegades es percep una lleugera atròfia en la vellesa o un lleuger augment de grandària a causa del consum d'esteroides. La grandària desmesurada dels testicles es deu en la majoria de les ocasions a una hidrocele que consisteix en l'acumulació de líquid en la túnica serosa del testicle afectat.

### Color, forma i consistència
Els testicles són de color blanc blavenc, de vegades vermell quan estan replets de sang. Aquesta coloració es deu a les bosses que els emboliquen. El testicle té forma d'ovoide aplanat en sentit transversal. Té una consistència dura i lleugerament elàstica a causa de la capa fibrosa que ho envolta.

### Vascularització
Els testicles estan vascularitzats per artèries, venes i també vasos limfàtics.Pel que fa a les artèries, els testicles estan irrigats per les artèries espermàtiques, l'artèria deferent i l'artèria funicular. Les venes espermàtiques són les encarregades del drenatge sanguini i qan s'obstrueixen desencadenen el quadre de varicocele. Finalment, també hi ha presència de vasos limfàtics.